# Knud Knudsen
Knud Knudsen (Tvedestrand, 6 gennaio 1812 – Kristiania, 4 marzo 1895) è stato un linguista norvegese.
Fu uno dei principali ideatori di una forma normalizzata della lingua scritta norvegese, comunemente conosciuta come Bokmål e Riksmål.

## Lavori
- Haandbog i dansk-norsk sproglære, (1856)
- Er norsk det samme som dansk? (1862)
- Modersmaalet som skolefag (1864)
- Det norske maal-stræv (1867)
- Nogle spraak- og skolespörgsmaal (1869)
- Den landsgyldige norske uttale (1876)
- Unorsk og norsk eller fremmede ords avlösning, (1879-1881)
- Af maalstriden 1881 (1881)
- Norsk blandkorn (3 samlingar, 1882-1885)
- Latinskole uten latin (1884)
- Hvem skal vinne? (1886)
- Tyskhet i norsk og dansk (1888).
- Norsk maalvekst fra 1852 å regne (1894)